# Antroposfera
L'antroposfera és la part del medi ambient fet o transformat per la presència humana.